# Парилска метличина
Парилската метличина (Centaurea parilica Stoj. & Stef.) е многогодишно тревисто растение от семейство Сложноцветни (Asteraceae). То е балкански ендемит и е вписано в Червената книга на България и в Закона за биологичното разнообразие като застрашен вид.

## Описание
Парилската метличина е многогодишно тревисто растение. Коренището му е вдървеняло и разклонено; многобройните стъбла, високи между 5 – 35(40) cm, са изправени или възходящи, прости, рядко с до 3 разклонения. Листата са равномерно разположени по стъблото, теснолинейни, целокрайни, рядко назъбени, сиво-зеленовълнести; отдолу са приседналожлезисти. Външните обвивни листчета имат триъгълна форма и са постепенно източени в нишковиден осилест придатък, извит навън, който по ръба е с 9 до 13 двойки реснички, жълтеникави до кафяви. Кошничките са  единични, обвивката им е широка 8 – 12 mm. Цветовете са розови, вътрешните – тръбести с жълтеникави прашници, а външните – лъчисти. Плодосемката е с дължина 3,5 – 4,5 mm, а хвърчилката е дълга около 2 mm.
Парилската метличина цъфти през месеците от юни до август и плодоноси през август – септември. Опрашва се от насекоми, а се размножава със семена.

## Разпространение
Парилската метличина се среща в Югозападна България: в планините Пирин, Славянка и граничната планина Стъргач, Северна Гърция. Класическото находище на вида е в Славянка, където популациите са с добра и сравнително постоянна численост. Популациите на вида в Пирин и Стъргач се състоят от единични индивиди с мозаечно разположение.
Вирее по скалисти поляни и склонове, скални пукнатини, към горната горска граница и в субалпийския пояс, калцифил. Среща се на надморска височина от 1000 – 1500 до 2100 m.

## Застрашеност
Ерозията е един от отрицателно действащите фактори на този вид, привързан към специфичен хабитат. Потенциалът на вида за възобновяване и мигриране е нисък.

## Опазване
В България, за да бъде опазена, парилската метличина е обявена за защитен вид съгласно Закона за биологичното разнообразие. Находищата ѝ в резерватите „Алиботуш“ и „Ореляк“ са в защитената зона от Европейската екологична мрежа „НАТУРА 2000“ в България. Вписана е в Червената книга на България.
Необходим е мониторинг на състоянието на популацията, събиране на семенен материал за Националната семенна генна банка в град Садово и подпомагане на семенното размножаване на популациите от Южен Пирин и планината Стъргач.